# Свобода вероисповедания на Коморских Островах
Свобода вероисповедания на Коморских Островах — отражена в конституции Союза Коморских Островов, которая провозглашает равенство прав и обязанностей для всех. Однако на практике это право имеет ограничения. Страна имеет население 852 075 человек из которых 98% составляют мусульмане-сунниты.
В 2009 году была внесена поправка к Конституции где было добавлено, что ислам является «религией государства».
В 2013 году был принят закон, устанавливающий ислам суннитского толка, шафиитского масхаба как единственную разрешенную религиозную практику в стране и вводящий санкции в отношении всех других религиозных практик во избежание социальных волнений и подрыва национальной сплоченности и единства.
В 2022 году власти не разрешили несуннитским религиозным группам заниматься прозелитизмом или собираться для религиозной деятельности публично, хотя иностранцам разрешено совершать богослужения в трех христианских церквях в Морони, Муцамуду и Мохели. Мусульмане-шииты приехавшие на Коморы из других стран могут поклоняться в шиитской мечети в Морони. Правительство не требует от религиозных групп лицензирования, регистрации или официального признания.
В 2023 году страна получила 2 балла из 4 по свободе вероисповедания.

## Обзор
Мусульмане-сунниты составляют 98% населения, и государственные власти запрещают несуннитам заниматься прозелитизмом и обращенные из ислама могут быть привлечены к ответственности по закону. Наказанием является трехмесячным тюремным срок и штраф в размере от 50 000 до 500 000 коморских франков. Иностранцы, пойманные на прозелитизме в пользу других религий, кроме ислама, подлежат депортации. Однако такие преследования редки и в последние годы не привели к вынесению каких-либо обвинительных приговоров. В последние годы не было известных случаев, когда местные власти ограничивали право христиан исповедовать свою веру. Среди населения, в некоторых слоях общества существовала социальная дискриминация немусульман, особенно христиан. Большинство коморских граждан-немусульман не исповедуют свою веру открыто из-за страха быть отвергнутыми обществом.
Иноверцев, проживающих на островах, насчитывается несколько сотен, в основном это католики и протестанты, а также индуисты, Свидетели Иеговы и членов других христианских групп. Несколько иностранных религиозных групп поддерживают гуманитарные программы, но по соглашению с правительством они не занимались прозелитизмом.
Между суннитами и шиитами нет резкого разделения, и большинство мусульман уважают доктринальные различия между двумя ветвями ислама.
Великий муфтий является частью правительства и руководит отделом, который занимается вопросами религии и религиозного управления. Должность Великого муфтия закреплена за Министерством по делам ислама, и он консультирует правительство по вопросам исламской веры и обеспечивает соблюдение исламских законов. Его кандидатуру назначает президент. Великий муфтий периодически консультируется с группой старейшин, чтобы оценить, соблюдаются ли принципы ислама, и регулярно обращается к нации по радио по социальным и религиозным вопросам, таким как брак, развод и образование.
Хотя изучение ислама не является обязательным в государственных школах, принципы ислама иногда преподаются вместе с арабским языком в государственных школах на уровне средней школы. Для религиозных меньшинств в государственных школах не предусмотрено отдельного статуса.
Сообщений о поддержке правительством выступлений или материалов, разжигающих нетерпимость или ненависть к каким-либо религиозным группам, не поступало.